# Gurao, Guangdong
Gurao (kinesiska: 谷饶) är en köping i sydöstra Kina. Den ligger i stadsdistriktet Chaoyang i staden Shantou i provinsen Guangdong, omkring 320 kilometer öster om provinshuvudstaden Guangzhou. Antalet invånare är 189 302. Befolkningen består av 93 327 kvinnor och 95 975 män. Barn under 15 år utgör 24,0 %, vuxna 15-64 år 70 %, och äldre över 65 år 5,0 %.